# Bryan Nauleau
Pour les articles homonymes, voir Nauleau.
Bryan Nauleau, né le 17 mars 1988 aux Sables-d'Olonne, est un coureur cycliste français, professionnel entre 2013 et 2019.

## Biographie

### Débuts cyclistes et carrière chez les amateurs
En 2006 lors des championnats d'Europe de cyclisme sur piste juniors à Athènes, Bryan Nauleau est médaillé d'argent de la poursuite par équipes juniors.
Membre de l'équipe Vendée U de 2008 à 2013, il est stagiaire au sein de l'équipe Europcar fin 2011 et fin 2012.
En 2011, il remporte le classement général et la deuxième étape des Boucles de la Marne et termine 3e du Grand Prix Cristal Energie ce qui lui permet de devenir stagiaire au sein de l'équipe Europcar pour la fin de saison. En 2012, il remporte les Trois jours de Cherbourg et est de nouveau stagiaire au sein de l'équipe Europcar. Sa dernière course de la saison est le Tour de Vendée, qu'il termine à la 15e place.
En 2020, il reprend une licence en 1ère catégorie au sein du club Les Sables Vendée Cyclisme pour épauler les jeunes. En particulier sur les épreuves très spécifiques comme le contre-la-montre par équipe.

### Carrière professionnelle
Il devient professionnel dans l'équipe Europcar le 1er août 2013. 
En 2014, il dispute le Tour d'Espagne, son premier grand tour. Il doit le quitter lors de la septième étape : victime d'une chute, il souffre d'une fracture du nez. Il reprend la compétition à la fin du mois de septembre. Il termine sa saison au Tour de Pékin, dont il prend la quatorzième place.
En juillet 2015, il termine 157e de son seul Tour de France. Il participe ensuite aux championnats de France  sur piste du 1er au 4 octobre au Vélodrome de Bordeaux. Il gagne un titre dès le premier soir, celui de l'épreuve de poursuite par équipes associé à Thomas Boudat, Julien Morice et Bryan Coquard.
Au deuxième semestre 2016 il participe à nouveau au Tour d'Espagne. Il termine l'épreuve en cent-quarante-sixième position.
Non conservé à l'issue de la saison 2019 par Total Direct Énergie, il arrête sa carrière de coureur.

## Palmarès sur piste

### Championnats d'Europe
- Athènes 2006
  -  Médaillé d'argent de la poursuite par équipes juniors

### Championnats de France
- 2005
  - 3e de l'américaine juniors
- 2006
  - 2e de la course aux points juniors
- 2007
  - 2e de la poursuite par équipes espoirs
- 2009
  -  Champion de France de poursuite par équipes (avec Damien Gaudin, Jérôme Cousin et Angélo Tulik)
  - 3e de la poursuite espoirs
- 2010
  -  Champion de France de poursuite par équipes (avec Damien Gaudin, Benoît Daeninck, Jérémie Souton et Julien Morice)
- 2015
  -  Champion de France de poursuite par équipes (avec Thomas Boudat, Julien Morice et Bryan Coquard)

## Palmarès sur route

### Par année
| - 2010 - Circuit du Mené : - Classement général - 1re étape (contre-la-montre) - 3e du Grand Prix de Saint-Georges-sur-Loire - 2011 - Circuit du Bocage vendéen - Boucles de la Marne : - Classement général - 2e étape (contre-la-montre par équipes) - Circuit du Moulin - 2e du Grand Prix de Cherves - 3e des Boucles guégonnaises - 3e du Grand Prix Cristal Energie - 3e du Saint-Brieuc Agglo Tour | - 2012 - Grand Prix de Guichen - Souvenir Vincent Moreau - Trois Jours de Cherbourg : - Classement général - 2e étape - 2e de l'Étoile d'or - 3e de Manche-Atlantique - 2013 - 1re étape des Boucles de la Marne - 2e des Boucles de la Marne - 3e de Manche-Atlantique - 3e du Grand Prix Souvenir Jean-Masse |  |

### Résultats sur les grands tours

#### Tour de France
1 participation
- 2015 : 157e

#### Tour d'Espagne
2 participations
- 2014 : abandon (7e étape)
- 2016 : 146e

### Classements mondiaux
| Année           | 2012   | 2013 | 2014 | 2015 |
| --------------- | ------ | ---- | ---- | ---- |
| UCI World Tour  |        |      | nc   |      |
| UCI Europe Tour | 1 129e | 605e |      | 839e |